# 29 Brygada Atomowych Okrętów Podwodnych Specjalnego Przeznaczenia
29 Brygada Atomowych Okrętów Podwodnych Specjalnego Przeznaczenia (29 BAOPSP) – morski związek taktyczny Sił Zbrojnych Federacji Rosyjskiej w strukturach Floty Północnej.

## Okręty
| Okręty brygady w linii w 2008 |                                                     |                 |
| Nazwa                         | Typ                                                 | Uwagi           |
| AS-12                         | atomowa stacja badawcza proj. 10831                 | w linii od 1997 |
| AS-13                         | atomowa stacja badawcza proj. 1910                  | w linii od 1986 |
| AS-15                         | atomowa stacja badawcza proj. 1910                  | w linii od 1991 |
| AS-33                         | atomowa stacja badawcza proj. 1910                  | w linii od 1994 |
| AS-21                         | atomowy okręt specjalnego przeznaczenia proj. 1851  | w linii od 1991 |
| AS-35                         | atomowy okręt specjalnego przeznaczenia proj. 1851  | w linii od 1995 |
| KS-35 Orenburg                | atomowy okręt specjalnego przeznaczenia proj. 09786 | w linii od 1996 |